# Olympique Lyonnais 2006-2007
Questa voce raccoglie le informazioni riguardanti l'Olympique Lyonnais nelle competizioni ufficiali della stagione 2006-2007.

## Stagione
In questa stagione il Lione ha vinto sia il campionato che la supercoppa francese. In Coppa di Francia è uscito agli ottavi contro l'Olympique Marsiglia; in coppa di lega è arrivato fino in finale, ma ha perso contro il Bordeaux; in Champions, dopo aver vinto il girone in cui era inserito anche il Real Madrid, è stato eliminato dalla Roma, perdendo in casa la gara di ritorno.

## Maglie e sponsor
Lo sponsor tecnico per la stagione 2006-2007 è Umbro, mentre lo sponsor ufficiale è Ticket Restaurant.
| Casa | Trasferta | Terza divisa |

## Organigramma societario
Area direttiva
- Presidente: Jean-Michel Aulas

Area tecnica
- Allenatore: Gérard Houllier
- Allenatore in seconda: Patrice Bergues, Rémi Garde
- Preparatore atletico: Robert Duverne
- Preparatore dei portieri: Joël Bats

Area sanitaria
- Medico sociale: Jean-Jacques Amprino

## Rosa
| N. |                      | Ruolo | Calciatore         |
| -- | -------------------- | ----- | ------------------ |
| 1  | Francia (bandiera)   | P     | Grégory Coupet     |
| 2  | Francia (bandiera)   | D     | François Clerc     |
| 3  | Brasile (bandiera)   | D     | Cris               |
| 4  | Svizzera (bandiera)  | D     | Patrick Müller     |
| 5  | Brasile (bandiera)   | D     | Caçapa             |
| 6  | Svezia (bandiera)    | C     | Kim Källström      |
| 7  | Rep. Ceca (bandiera) | A     | Milan Baroš        |
| 7  | Mali (bandiera)      | C     | Mahamadou Diarra   |
| 8  | Brasile (bandiera)   | C     | Juninho (capitano) |
| 9  | Norvegia (bandiera)  | A     | John Carew         |
| 10 | Francia (bandiera)   | A     | Florent Malouda    |
| 11 | Brasile (bandiera)   | A     | Fred               |
| 12 | Francia (bandiera)   | D     | Anthony Réveillère |
| 14 | Francia (bandiera)   | A     | Sidney Govou       |
| 15 | Francia (bandiera)   | C     | Alou Diarra        |
| 18 | Francia (bandiera)   | A     | Hatem Ben Arfa     |
| 19 | Francia (bandiera)   | A     | Karim Benzema      |

| N. |                       | Ruolo | Calciatore          |
| -- | --------------------- | ----- | ------------------- |
| 20 | Francia (bandiera)    | D     | Éric Abidal         |
| 21 | Portogallo (bandiera) | C     | Tiago               |
| 22 | Francia (bandiera)    | A     | Sylvain Wiltord     |
| 23 | Francia (bandiera)    | D     | Jérémy Berthod      |
| 25 | Francia (bandiera)    | P     | Joan Hartock        |
| 26 | Brasile (bandiera)    | C     | Fábio Santos        |
| 26 | Francia (bandiera)    | C     | Benoît Pedretti     |
| 28 | Francia (bandiera)    | C     | Jérémy Toulalan     |
| 29 | Francia (bandiera)    | D     | Sébastien Squillaci |
| 30 | Francia (bandiera)    | P     | Rémy Vercoutre      |
| 32 | Francia (bandiera)    | C     | Romain Beynié       |
| 34 | Francia (bandiera)    | A     | Loïc Rémy           |
| 35 | Francia (bandiera)    | P     | Rémy Riou           |
| 36 | Ciad (bandiera)       | A     | Sylvain Idangar     |
| 38 | Francia (bandiera)    | D     | Mourad Benhamida    |
| 39 | Francia (bandiera)    | A     | Grégory Bettiol     |

## Risultati

### Supercoppa di Francia
| Arbitro: | Layec |

|                                        |                      |                                     |
| Benzema 71’ (rig.)                     | Marcatori            | 62’ Rothen                          |
| Carew Toulalan Ben Arfa Benzema Diarra | Tiri di rigore 5 – 4 | Yepes Paulo César Frau Rothen Kalou |

## Statistiche

### Andamento in campionato
| Giornata  | 1 | 2 | 3 | 4 | 5 | 6 | 7 | 8 | 9 | 10 | 11 | 12 | 13 | 14 | 15 | 16 | 17 | 18 | 19 | 20 | 21 | 22 | 23 | 24 | 25 | 26 | 27 | 28 | 29 | 30 | 31 | 32 | 33 | 34 | 35 | 36 | 37 | 38 |
| --------- | - | - | - | - | - | - | - | - | - | -- | -- | -- | -- | -- | -- | -- | -- | -- | -- | -- | -- | -- | -- | -- | -- | -- | -- | -- | -- | -- | -- | -- | -- | -- | -- | -- | -- | -- |
| Luogo     | T | C | T | T | C | T | C | T | C | T  | C  | T  | C  | T  | C  | T  | C  | T  | C  | T  | C  | C  | T  | C  | C  | T  | C  | T  | C  | T  | C  | T  | C  | T  | C  | T  | C  | T  |
| Risultato | V | N | V | V | V | V | V | V | V | V  | V  | P  | V  | V  | V  | V  | V  | V  | N  | P  | P  | N  | P  | V  | V  | N  | V  | N  | V  | N  | V  | N  | N  | V  | N  | V  | P  | V  |
| Posizione | 1 | 4 | 2 | 2 | 2 | 1 | 1 | 1 | 1 | 1  | 1  | 1  | 1  | 1  | 1  | 1  | 1  | 1  | 1  | 1  | 1  | 1  | 1  | 1  | 1  | 1  | 1  | 1  | 1  | 1  | 1  | 1  | 1  | 1  | 1  | 1  | 1  | 1  |

Fonte:  France » Ligue 1 2006/2007 » Schedule, su worldfootball.net.
Legenda:

Luogo: C = Casa; T = Trasferta. Risultato: V = Vittoria; N = Pareggio; P = Sconfitta.